# ハーバート・バターフィールド
ハーバート・バターフィールド（英語: Herbert Butterfield、1900年10月7日 - 1979年7月20日）は、イギリスの歴史家。

## 経歴
1900年、ヨークシャーで生まれた。ケンブリッジ大学で学び、卒業。ケンブリッジ大学教授に就いた。

## 研究内容・業績

### 「科学革命」の提唱
バターフィールドは、1949年の著作『近代科学の誕生』The Origins of Modern Science において、近代を画する時代区分点として、従来のルネサンスや宗教改革よりも、17世紀の近代科学の成立という事象をあて、これを産業革命にならって「科学革命」と呼称した。
16世紀から17世紀にかけて、天文学上の発見を契機に従来の宇宙観・世界観が転換し、近代科学成立へとつながった。それまでの天動説から地動説へとパラダイムが転換し、力学上の大発見も相次いだ。バターフィールドの考えによれば、こうした「科学革命」の中心人物は、ニコラウス・コペルニクス（ポーランド）、ヨハネス・ケプラー（ドイツ）、ガリレオ・ガリレイ（イタリア）、アイザック・ニュートン（イングランド）の4名であった。地動説は、単に惑星位置の計算方法の変更にとどまらず、当時の宇宙観そのものに大きな影響を与えた。また、ガリレイによる自由落下運動の法則など力学的な発見は，中世における目的論的自然観（物体がそれぞれの目的に向かって運動するというアリストテレス的な自然観）に変更をせまるものであり、ニュートンによるニュートン力学の発表は、これまで「地上のもの」と「天上のもの」とを二分してきたキリスト教的世界観をくつがえした一方、多くの技術革新の原動力となって、18世紀における蒸気機関の開発、さらには産業革命へとつながった。
実験など、誰にでも再現可能な方法によって自説の正しさを証明するという方法がとられはじめたのもまた、この時代からである。それ以前は経験知を軽視して論理をもっぱら重視する哲学的真理が追究され、科学的な証明方法や観察はあまり重要視されてこなかった。ガリレイはボールを転がし、振り子を往復させ、読者に同じ実験を再現させることによって自説の正しさを証明したし、ケプラーはルドルフ星表を作り、天動説よりも地動説のほうがより精密に惑星の運行を計算できることを明示した。これらの手法は哲学にも大きな影響を与えた。
バターフィールドは、『近代科学の誕生』のなかで「この革命（科学革命）は近代世界と近代精神の真の生みの親として大きく浮かび上がってきた」と述べ、科学革命の意義と歴史的重要性を説き、近代科学の成立がヨーロッパだけでなく世界に当てはまる普遍的時代区分として、より妥当なものと考えた。この、科学革命を近代の嚆矢とする時代区分は必ずしも今日採用されてはいないが、「科学革命」ないし「17世紀科学革命」という用語そのものは、当該時代を象徴するタームとして多くの科学史家・一般史家に採用されている。
なお、『近代科学の誕生』はまた、一般史家がわかりやすく叙述した科学史概説書としても好著とされている。

### ウィッグ史観批判
バターフィールドはまた、1931年の『ウィッグ史観批判』The Whig Interpretation of Historyにおいて、現代、歴史の後知恵的解釈が横行していることを批判した。

## 著書

### 単著
- The Historical Novel: An Essay, (Cambridge University Press, 1924).
- The Peace Tactics of Napoleon 1806-1808, (Cambridge University Press, 1929).
- The Whig Interpretation of History, (G. Bell, 1931).
  - 越智武臣ほか訳『ウィッグ史観批判――現代歴史学の反省』未來社, 1967年
- The Statecraft of Machiavelli, (G. Bell and Sons, 1940).
- The Englishman and His History, (Cambridge University Press, 1944).
- George III, Lord North, and the People, 1779-80, (Russell & Russell, 1949).
- The Origins of Modern Science: 1300-1800, (Bell and Sons, 1949).
  - 渡辺正雄訳『近代科学の誕生 （上・下）』講談社［講談社学術文庫］, 1978年
- Christianity and History, (C. Scribner, 1949).
- History and Human Relations, (Collins, 1951).
- Christianity in European History, (Collins, 1952).
- Christianity, Diplomacy and War, (Abingdon-Cokesbury Press, 1952).
- Man on His Past: the Study of the History of Historical Scholarship, (Cambridge University Press, 1955).
- George III and the Historians, (Collins, 1957).
- International Conflict in the Twentieth Century: A Christian View, (Routledge & Kegan Paul, 1960).
- The Universities and Education Today, (Routledge & Kegan Paul, 1962).
- The Origins of History, edited by Adam Watson, (Basic Books, 1981).

### 共編著
- Diplomatic Investigation: Essays in the Theory of International Politics, co-edited with Martin Wight, (George Allen & Unwin, 1966).
  - 『国際関係理論の探究―英国学派のパラダイム』、佐藤誠ほか訳、日本経済評論社、2010年、ISBN 978-4818821378
- 『歴史叙述 〈叢書〉ヒストリー・オヴ・アイディアズ』 カート・フォン・フリッツと共編、鈴木利章ほか訳、平凡社、1988年、ISBN 978-4582733778

### 論文集
- Herbert Butterfield: Writings on Christianity and History, edited by C. T. McIntire, (Oxford University Press, 1979).
- Herbert Butterfield on History, (Garland Pub., 1985).